# Intrigo a Parigi
Intrigo a Parigi (Monsieur) è un film del 1964 diretto da Jean-Paul Le Chanois.

## Trama
Il banchiere René Duchêne, dopo la scomparsa della giovane moglie in un incidente stradale, tenta di suicidarsi gettandosi nella Senna. A farlo desistere è la giovane Suzanne, sua ex cameriera, finita sul marciapiede, la quale gli rivela il tradimento della defunta moglie. La ragazza lo ospita a casa sua per la notte. René decide allora di recuperare parte delle sue sostanze, contenute nella cassaforte della sua casa, dove abitano anche i suoi "amorevoli" suoceri, ansiosi di ereditare al più presto tutti i suoi averi. Poco dopo, desiderosi entrambi di cambiare vita e di allontanarsi da Parigi, René e Susanne si fingono padre e figlia e si fanno assumere come maggiordomo e cameriera dalla ricca e strampalata famiglia Bernadac (marito, moglie, due figli e la suocera), riuscendo a cambiare in meglio anche la vita di questi.